# Войцех Їровець
Во́йтєх Їровець (Vojtěch Jírovec, 20 лютого 1763, Чеське Будейовіце — 19 березня 1850, Відень) — чеський композитор і диригент, увійшов в історію музики під іменем Адальберт Ґіровец.

## Біографія
Уроки композиції брав у Празі, а потім у Неаполі у Н. Сала. У 1804-27 роках був диригентом Віденської придворної опери. Твори Йіровця за життя були широко відомі в Європі; зокрема, найчастіше виконувалась опера «Очний лікар» (постановка 1811 р.). Оперу Їровця «Роберт, або Випробовування» (постановка 1813 р.) високо цінував Людвіг ван Бетховен. Серед інших мали успіх опери (дати постановок): «Семіраміда» (1792), «Агнес Сорель» (1806), «Удаваний Станіслав» (1818; на це ж лібрето Джузеппе Верді написав свою оперу «День панування»). У комічних операх Їровця відчуваються його зв'язки з чеською народною музикою.

## Творчість
Твори:
- 30 опер;
- 40 балетів;
- 60 симфоній,
- 12 серенад для оркестру;
- струнні квартети,
- інструментальні п'єси;
- меси, кантати, хори, пісні.